# ヒューロン湖

五大湖におけるヒューロン湖の位置

ヒューロン湖（ヒューロンこ、Lake Huron）は、北アメリカにある五大湖のうちの1つの湖。世界では4番目の面積をもち、五大湖ではスペリオル湖に次いで2番目に大きい。
59,570km2の面積を持ち、最も深い場所の水深は229mである。3538km3の水を湛えている。ミシガン湖と同じ海抜177mの高さにあり、マキナック海峡によってつながっている。ミシガン湖とヒューロン湖は同じ水面を共有しており、地質学的に1つの湖ということもできる。スペリオル湖は、これら2つの湖より少し高い場所にある。セント・メリーズ川を通じて、スペリオル湖からヒューロン湖に水が流れ込み、エリー湖を経てオンタリオ湖から、大西洋に流れていく。湖水の滞留時間は22年間である。
ミシガン州とオンタリオ州の境界線となっており、ヒューロン湖の東端は完全にカナダ国内にある。ヒューロン湖岸の都市には、カナダ側にゴドリッチ、サーニア、アメリカ側にベイシティ、アルピーナ、ロジャース、シボイガン、セントイグナス、ポートヒューロン等がある。
ヒューロン湖の中にあるマニトゥーリン島は、淡水湖の中にある最大の島である。
ヒューロン湖の北東部はジョージア湾と呼ばれ、分けて考えられることもある。また、北部にノース海峡、南西部にサギノー湾がある。